# Tramvajska linija br. 16 u Zagrebu
Linija 16 (Črnomerec – Zapruđe) povijesna je tramvajska linija Zagrebačkog električnog tramvaja.
Godine 1949. zabilježena je u turističkome vodiču grada Zagreba kao »prigodna pruga« na trasi Savski most – Trg žrtava fašizma. Kasnije je prometovala trasom Črnomerec – Jukićeva – Savska – Velesajam – Zapruđe, a prema arhivima ZET-a godine 1982., tijekom rekonstrukcije pruge, prometovala je polukružno na trasi Kvaternikov trg – Vlaška – Trg J. Jelačića – Savska – Vodnikova – Glavni kolodvor – Draškovićeva – Kvaternikov trg.
Prema nekim izvorima, linija je početkom Domovinskog rata tek privremeno ukinuta zbog velikog broja vozača koji su sudjelovali u obrani, a krajem 1991. godine ili početkom 1992. konačno je i zamijenjena autobusnom linijom 109 (Črnomerec – Dugave) zbog »kvalitetnije prometne povezanosti«, prema navodima iz ZET-a.
Nastavnica Martina Bartol Fruk objavila je 2023. godine zbirku priča »Šesnaestica«, naslovljenu prema tramvajskoj liniji, čija se promocija održala u tramvajskom spremištu Ljubljanice.